# Sixt Riederer
Sixt Riederer († vor März 1449) war ein Amtmann und Rat Herzog Ludwigs VII. von Bayern-Ingolstadt, der von diesem mehrfach auf diplomatische Missionen geschickt wurde.
Riederer gehörte dem aus dem Donauried stammenden Adelsgeschlecht der Riederer von Paar an. 1431 ist er als Pfleger und Landrichter in Aichach nachgewiesen, das seit der Landesteilung von 1392 zum bayerischen Teilherzogtum Bayern-Ingolstadt gehörte. Im Jahr darauf wurde er Mautner in Schärding, das durch den Preßburger Schiedsspruch von 1429 an Bayern-Ingolstadt gefallen war.
Als der Konflikt zwischen Ludwig VII. und seinem Sohn Ludwig VIII. eskalierte, betraute der alte Herzog Riederer mehrfach mit der Leitung von Gesandtschaften zu König Friedrich III. Allein im Jahr 1440 reiste Riederer fünfmal nach Wien. In den Neuburger Kopialbüchern sind mehrere Briefe enthalten, in denen der Herzog ihm Anweisungen gibt und immer wieder auch seiner Unzufriedenheit über die zähen Verhandlungen Ausdruck verleiht.
Riederer verlor seinen Posten als Mautner in Schärding 1443 oder Anfang 1444, als sich die Bürger der Stadt gegen den mittlerweile in Neuburg eingeschlossenen Ludwig VII. wandten. Er war bis zu dessen Tod 1447 für den Herzog tätig und setzte sich 1445 als Gesandter der Ingolstädter Landschaft auch noch einmal bei König Friedrich für ihn ein. Riederer starb wohl kurz nach seinem langjährigen Dienstherrn, im März 1449 war er jedenfalls nicht mehr am Leben.
Riederers Bruder Michael war zunächst ebenfalls für Ludwig VII. tätig, trat jedoch nach der Eroberung Neuburgs durch Ludwig VIII. in den Dienst Herzog Heinrichs XVI. von Bayern-Landshut, dessen Kanzler er 1447 wurde.